# Trasporto attivo

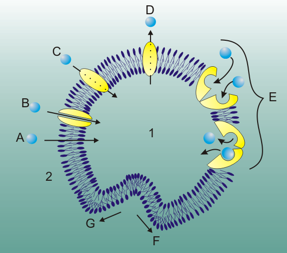
Alcune delle possibilità di movimento di molecole tra citoplasma (1) e spazio extracellulare (2).
Trasporto passivo:
- A. Diffusione semplice
- B. Diffusione facilitata
Trasporto attivo:
D. Trasporto primario (contro gradiente)
C.-E. Trasporto secondario:
- C. Uniporto
- E. Simporto
Esocitosi/Endocitosi:
F.-G. Esocitosi

Il trasporto attivo è il trasporto di molecole attraverso la membrana plasmatica mediato da una proteina transmembrana detta trasportatore di membrana. A differenza di quanto avviene nel trasporto passivo, nel trasporto attivo è richiesta una spesa energetica  ed è sempre necessaria la mediazione di un trasportatore.
In questa forma di trasporto le molecole si muovono contro un gradiente elettrico, chimico o elettrochimico. Per ottenere questo risultato viene alterata l'affinità del sito di legame con la molecola da trasportare o la velocità di cambiamento conformazionale del trasportatore.
Si differenziano due classi principali di trasporto attivo: il trasporto primario o diretto, il quale è caratterizzato da un utilizzo esclusivo d'energia per portare a compimento il trasporto stesso e quello secondario od indiretto, ove ciò avviene, grazie al trasporto di un'altra sostanza, ovvero un processo che viene quindi denominato come primario.

## Trasporto attivo primario
Nel trasporto primario il consumo di energia, normalmente ricavata dall'idrolisi di molecole di adenosintrifosfato (ATP), è accoppiato direttamente al movimento della sostanza attraverso la membrana. Nella maggior parte dei casi il trasporto primario è eseguito da ATPasi. Un tipico trasportatore primario, presente universalmente nelle cellule è la pompa sodio-potassio (o ATPasi sodio-potassio), che contribuisce al mantenimento del potenziale di membrana.

## Trasporto attivo secondario
Nel trasporto secondario non viene speso direttamente ATP, ma viene sfruttata la differenza di potenziale elettrochimico creata dai trasportatori attivi che pompano ioni al di fuori della cellula. Questo significa che il trasporto secondario si basa comunque sul consumo di ATP, che permette di mantenere la differenza di potenziale senza la quale non ci sarebbe possibilità di trasporto secondario. Il gradiente creato tramite trasporto secondario può anche essere utilizzato da altri trasportatori: pur trattandosi dello stesso principio del trasporto secondario, in questo caso il fenomeno può prendere il nome di trasporto terziario. Un esempio di trasporto terziario è l'assunzione di tripeptidi nell'intestino tenue.
Esistono due forme di trasporto secondario: uniporto e cotrasporto.

### Uniporto

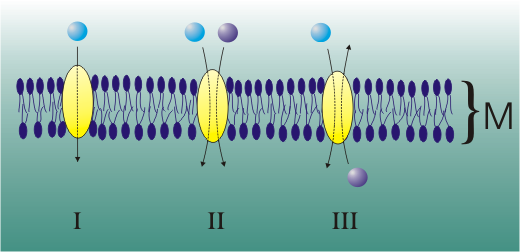
I tre tipi di trasporto secondario:
I. Uniporto
II. Simporto
III. Antiporto

L'uniporto è il trasporto secondario di una sola sostanza che si muove sfruttando la differenza di potenziale elettrochimico creato da trasportatori primari.

### Cotrasporto
È il trasporto contemporaneo di due specie ioniche o di altri soluti.
- Il simporto usa, analogamente all'antiporto, il flusso di un soluto secondo gradiente per muovere un'altra molecola contro gradiente ma il movimento avviene in questo caso attraversando la membrana nella stessa direzione. Un esempio è il simportatore di glucosio, che cotrasporta secondo gradiente due ioni sodio per ogni molecola di glucosio importata nella cellula.

- L'antiporto è il trasporto contemporaneo di due specie ioniche o di altri soluti che si muovono in direzioni diverse attraverso la membrana. Una delle due sostanze viene lasciata fluire secondo gradiente, da un compartimento ad alta concentrazione ad uno a bassa concentrazione. Questo genera l'energia entropica necessaria per guidare il trasporto dell'altro soluto contro gradiente, da bassa ad alta concentrazione.

Un esempio di questo tipo di trasporto è lo scambiatore sodio-calcio, che mediano l'ingresso di ioni sodio e l'uscita del calcio. Molte cellule possiedono anche una calcio ATPasi che però opera molto più lentamente dello scambiatore e ha un diverso ruolo fisiologico.